# Vriesea garlippiana
Vriesea garlippiana är en gräsväxtart som beskrevs av Elton Martinez Carvalho Leme. Vriesea garlippiana ingår i släktet Vriesea och familjen Bromeliaceae. Inga underarter finns listade i Catalogue of Life.